# Leninskij rajon (Oblast' di Mosca)
Il Leninskij rajon (in russo Ленинский район?) era un rajon dell'Oblast' di Mosca, nella Russia europea, il cui capoluogo era Vidnoe. Istituito nel 1929. Nel 2012 in seguito a una riforma amministrativa cedette parte del suo territorio alla città di Mosca, dopodiché ricopriva una superficie di 202,83 km². Fu soppresso nel 2019.